# 邓金根
邓金根 (1963年8月—)，中国石油大学(北京)教授，主要从事特殊复杂地层及特殊工艺井井壁稳定预测及控制技术等方面的研究工作。入选中华人民共和国教育部2009年度"长江学者"特聘教授，享受中国国务院政府津贴。